# گوشه‌سیاه سبزگون شرقی

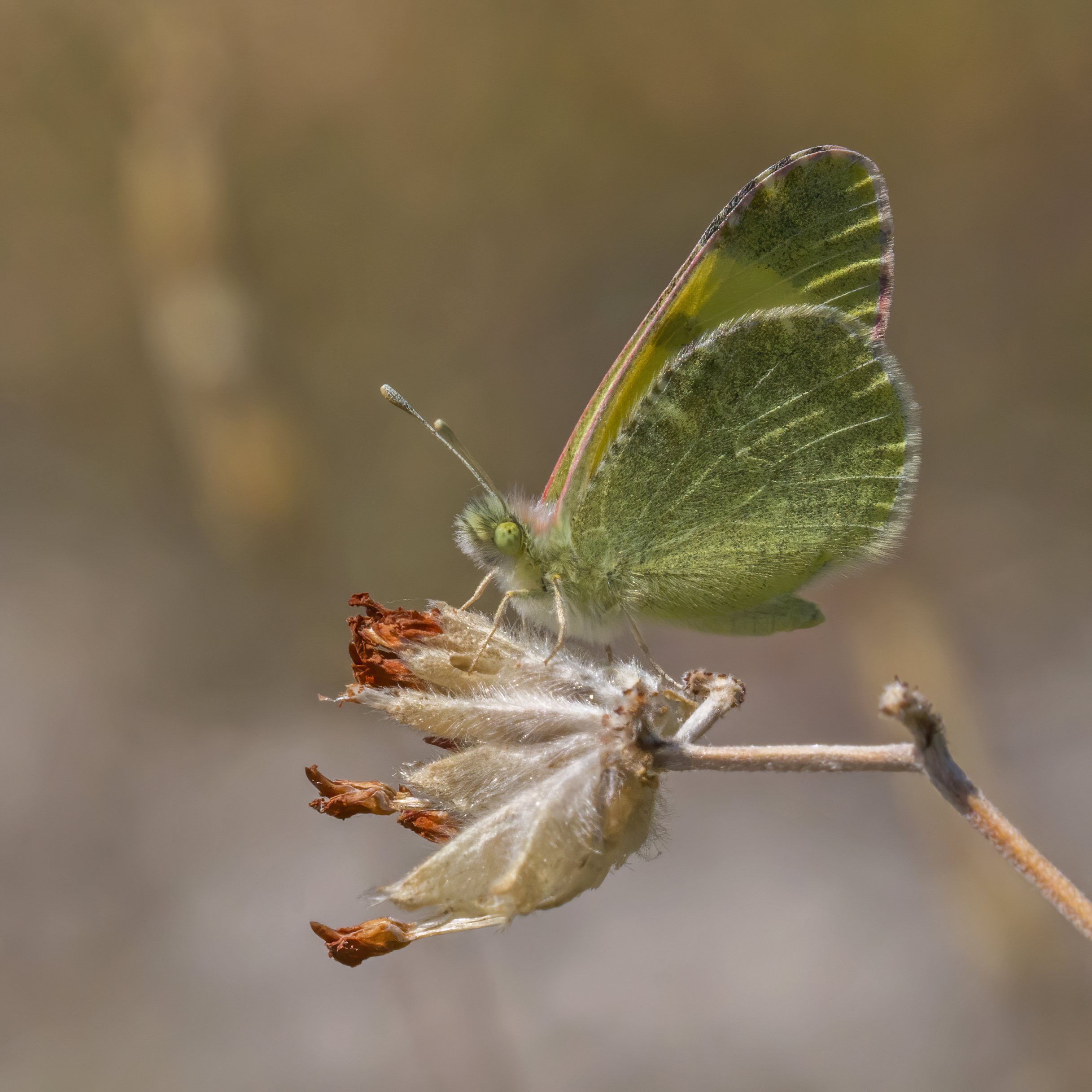
نگاره‌ای از یک پروانهٔ گوشه‌سیاه سبزگون شرقی. نخستین‌بار در سال ۱۸۰۵ میلادی توصیف علمی شد.

گوشه‌سیاه سبزگون شرقی (نام علمی: Euchloe penia) نام یک گونه از سرده سپیدهای خال‌خالی است.